# AD Iguatu
Der Associação Desportiva Iguatu, in der Regel nur kurz Iguatu genannt, ist ein 2007 gegründeter Fußballverein aus Iguatu im brasilianischen Bundesstaat Ceará.
Aktuell spielt der Verein in der vierten brasilianischen Liga, der Série D, sowie in der Staatsmeisterschaft von Ceará.

## Erfolge
- Staatspokal von Ceará: 2023
- Staatsmeisterschaft von Ceará Série B: 2018
- Staatsmeisterschaft von Ceará Série C: 2012
- Taça Padre Cícero: 2018, 2023

## Stadion
Der Verein trägt seine Heimspiele im Estadio Municipal João Elmo Moreno Cavalcante, auch als Morenão bekannt, in Iguatu aus. Das Stadion hat ein Fassungsvermögen von 3600 Personen.

## Trainer
Stand: 21. November 2024
| Trainer         | Nation    | von             | bis           |
| --------------- | --------- | --------------- | ------------- |
| Washington Luiz | Brasilien | 3. Mai 2021     | 14. März 2022 |
| Washington Luiz | Brasilien | 10. Januar 2023 | 27. Mai 2024  |
| Flávio Araújo   | Brasilien | 29. Mai 2024    |               |